# Macroglossum soror
Macroglossum soror là một loài bướm đêm thuộc họ Sphingidae, chi Macroglossum.